# Francisco Cortés Gabaudan
Francisco Cortés Gabaudan (Salamanca, 18 de diciembre de 1954) es un profesor titular de filología clásica en la Universidad de Salamanca. 
Sus principales líneas de investigación son: retórica griega, oratoria griega, historiografía griega y medicina griega (Galeno). Es responsable de la página institucional del Departamento de Filología Clásica e Indoeuropeo de la Universidad de Salamanca. También es conocido por su Diccionario médico-biológico (histórico y etimológico) de helenismos.
Cortés Gabaudan es hijo de Luis Cortés Vázquez, filólogo pionero de los estudios de literatura francesa en España e investigador de las expresiones artísticas populares, y hermano de Helena Cortés Gabaudan, filóloga y traductora del alemán.